# Frequenamia aureola
Frequenamia aureola är en insektsart som beskrevs av Keti Maria Rocha Zanol 2003. Frequenamia aureola ingår i släktet Frequenamia och familjen dvärgstritar. Inga underarter finns listade i Catalogue of Life.